# Urząd Schenkenländchen
Urząd Schenkenländchen (niem. Amt Schenkenländchen) – urząd w Niemczech, leżący w kraju związkowym Brandenburgia, w powiecie Dahme-Spreewald. Siedziba urzędu znajduje się w mieście Teupitz.
W skład urzędu wchodzi sześć gmin:
1. Groß Köris
2. Halbe
3. Märkisch Buchholz
4. Münchehofe
5. Schwerin
6. Teupitz